# Isla Espíritu Santo (Baja California Sur)

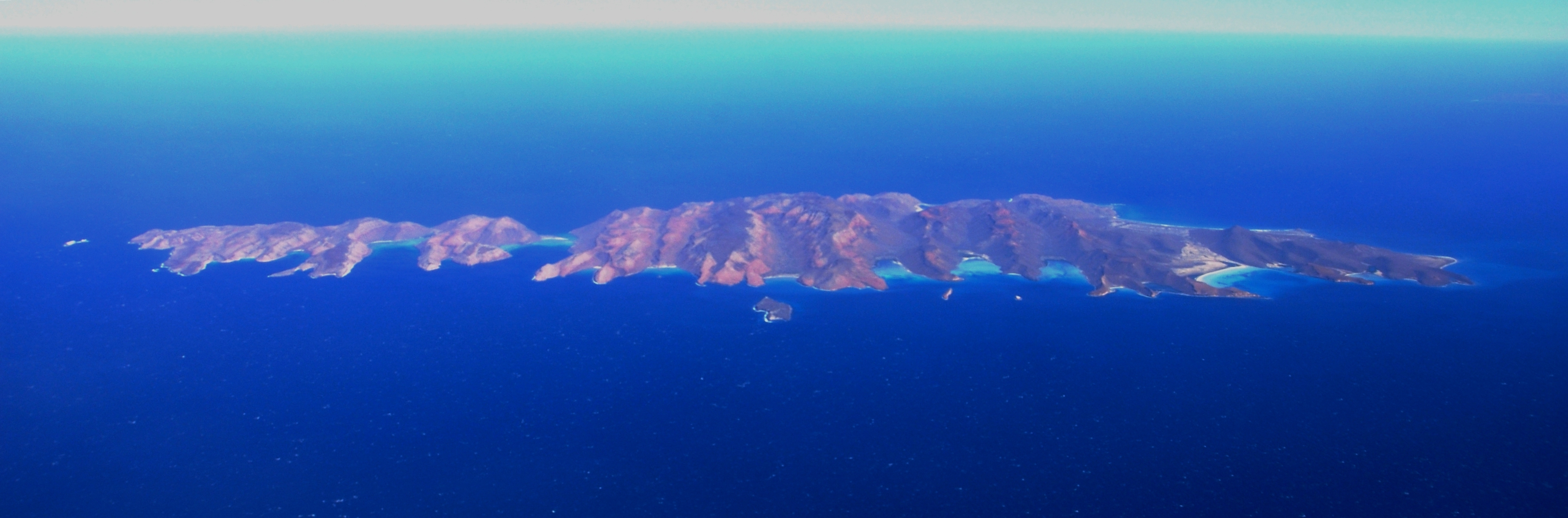
Isla Partida y Espíritu Santo.

Isla Espíritu Santo es una isla en el Golfo de California, del estado mexicano de Baja California Sur. Está conectada a la Isla Partida por istmo estrecho. La orografía de ambas es completamente diferente a las otras islas del Golfo. La isla tiene un área de tierra de 80.763 km² la duodécima isla más grande de México. El área terrestre de la Isla Partida es de 15.495 km².
El área es protegida por la Unesco como biosfera, y su importancia como un destino ecoturístico es el factor principal. Las islas están ambas deshabitadas. Las islas son parte del municipio de La Paz.

## Biodiversidad
De acuerdo al Sistema Nacional de Información sobre Biodiversidad de la Comisión Nacional para el Conocimiento y Uso de la Biodiversidad (CONABIO) en el Parque Nacional Zona marina del Archipiélago de Espíritu Santo habitan más de 1,300 especies de plantas y animales de las cuales 50 se encuentra dentro de alguna categoría de riesgo de la Norma Oficial Mexicana NOM-059  y 12 son exóticas,